# Nebojša Bradić
Nebojša Bradić, cyr. Небојша Брадић (ur. 3 sierpnia 1956 w Trsteniku) – serbski reżyser teatralny, dyrektor teatrów i polityk, w latach 2008–2011 minister kultury.

## Życiorys
Syn Momira Bradicia, aktora i reżysera. Absolwent Wydziału Sztuk Dramatycznych w Belgradzie. Odbył też studia podyplomowe na Wydziale Filologicznym Uniwersytetu w Belgradzie. Wyreżyserował kilkadziesiąt przedstawień w teatrach serbskich, bośniackich i greckich. W latach 1981–1996 pracował jako reżyser, dyrektor artystyczny i dyrektor teatru w Kruševacu. W latach 1996–1997 kierował teatrem Atelje 212. Od 1997 do 1999 zajmował stanowisko dyrektora Teatru Narodowego w Belgradzie, a w 2000 został kierownikiem i dyrektorem artystycznym Belgradzkiego Teatru Dramatycznego. Zajął się także działalnością dydaktyczną na macierzystej uczelni.
Należał do ugrupowania G17 Plus, wchodził w skład jego zarządu głównego. Od lipca 2008 do marca 2011 sprawował urząd ministra kultury w rządzie Mirka Cvetkovicia. Został później dyrektorem artystycznym teatru Knjaževsko-srpski teatar. W 2015 powołany na redaktora naczelnego programu kulturalnego i artystycznego publicznego nadawcy radiowo-telewizyjnego RTS, pełnił tę funkcję do 2019.
Autor sztuk Moj brat (2010.) i Noć u kafani Titanik (2011), licznych esejów o teatrze i literaturze, a także wydanej w 2021 książki Put do pozorišta.